# Salahad
Salahad (ou Selehad ; en somali : Salaxaad) est un woreda de l’est de l’Éthiopie situé dans la zone Erer de la région Somali et limitrophe de la région Oromia. Ce district a 34 082 habitants en 2007 et son centre administratif est Gelelcha.
- Salahad.

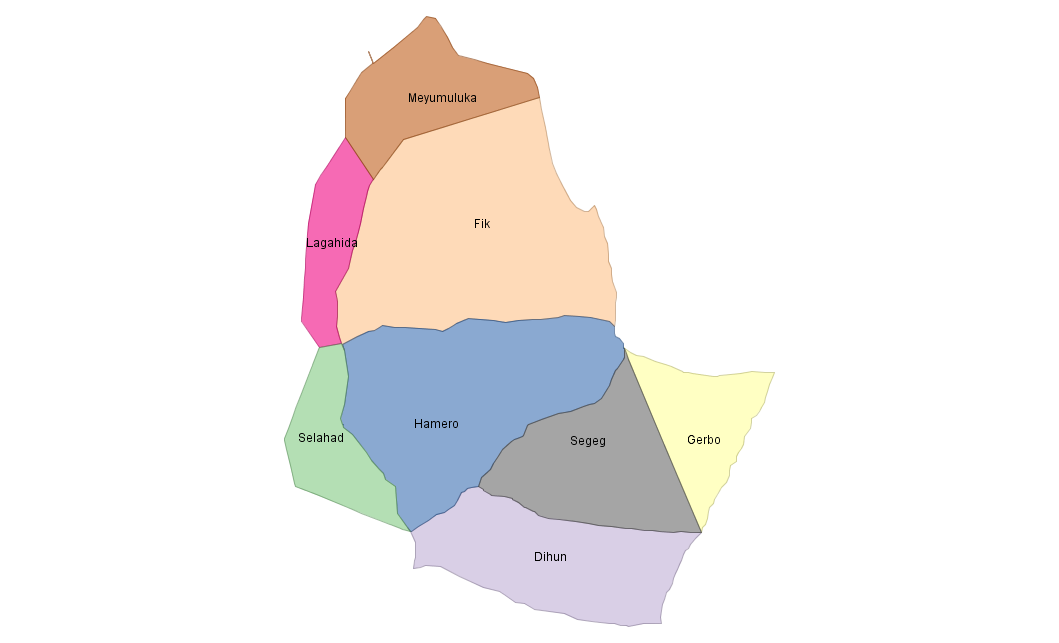
Composition initiale de la zone Fiq.
Salahad.

Le district occupe initialement un territoire modeste entre la région Oromia et le woreda Hamero.
Il s’agrandit beaucoup à la fin des années 2000 mais revient à ses limites initiales au cours des années 2010.
Un déplacement vers l'est de la limite régionale[réf. souhaitée] le cantonne récemment dans l'angle du Chébéli au débouché de la rivière Erer.
Le district est principalement habité par les clans somalis Aden-khayr et Alinasir Yusuf du sous-groupe Abdille du groupe Ogaden[réf. souhaitée].
Le recensement national de 2007 y fait état de 34 082 habitants dont 2 % de citadins qui sont les 829 habitants de Gelelcha[Où ?] sachant que le district recensé s'étend encore à l'époque loin vers l'ouest et vers le sud,,.
Presque tous les habitants sont musulmans.
En 2022, la population est estimée sur le même périmètre à 49 333 personnes avec une densité de population de 11 personnes par km2 et 4 661 km2 de superficie.
Réduit entre-temps à 149 km2, Salahad devient le plus petit district de la zone Erer, la majeure partie de son territoire étant passée dans la région Oromia,.